# Pleurovularia polliniae
Pleurovularia polliniae är en svampart som först beskrevs av Henn., och fick sitt nu gällande namn av R. Kirschner & U. Braun 2002. Pleurovularia polliniae ingår i släktet Pleurovularia, divisionen sporsäcksvampar och riket svampar.   Inga underarter finns listade i Catalogue of Life.